# Ульянов, Александр Фёдорович
Александр Фёдорович Ульянов (7 апреля 1901, Минск, Российская империя — 26 ноября 1937, Москва, СССР) — советский дипломат и внешнеторговый деятель.

## Биография
Имел незаконченное высшее образование. В 1917—1920 годах был членом Партии социалистов-революционеров, в 1919 году арестовывался, но был освобождён.
В 1921 году вступил в РКП(б). В 1922—1924 годах был заместителем уполномоченного Народного комиссариата внешней торговли РСФСР-СССР в Белорусской ССР. В 1924—1925 годах работал директором Южного отделения треста «Лесбел» (Киев), директором Рижского отделения треста «Лесбел».
С июня 1925 года был атташе Полномочного представительства СССР в Польше, затем советником этого полпредства, в июне 1927 года после убийства Петра Войкова стал временным поверенным в делах СССР в Польше, занимал этот пост до 17 сентября 1927 года. 
С августа 1928 года был уполномоченным НКИД СССР при СНК Белорусской ССР, одновременно стал членом Центрального комитета КП(б) Белоруссии.
С мая 1931 года был членом правления, затем заместителем председателя Всесоюзного объединения «Технопромимпорт».
С июля 1934 года был торговым представителем СССР в Латвии, с августа 1935 года — торговым представителем СССР в Австрии, с октября 1936 года — торговым представителем СССР в Чехословакии.
24 мая 1937 года был арестован. 26 ноября 1937 года Военная коллегия Верховного Суда СССР по обвинению в «участии в антисоветской вредительской организации в системе легкой промышленности СССР» приговорила его к расстрелу. Был расстрелян в тот же день, похоронен на Донском кладбище. Был реабилитирован Военной коллегией Верховного Суда СССР 30 июня 1956 года.

## Семья
Его женой была Цицилия Давыдовна Ульянова-Блатман.